# Metodo delle forze bilanciate
Il metodo delle forze bilanciate è un metodo di calcolo strutturale che consiste nel ricondurre un sistema iniziale di carichi (ad effetto locale non nullo) ad un altro sistema di carichi a risultante localmente nulla ed equivalente al primo dal punto di vista delle distorsioni, consentendo così di semplificare la complessità di calcolo di una struttura complessa variamente caricata.
Questo metodo di calcolo è stato utile per calcolare per la prima volta le sollecitazioni in una struttura alare a freccia. Un'ala a freccia è sollecitata contemporaneamente da azioni flessionali, di taglio e torsionali.
Il metodo delle forze bilanciate ha consentito di semplificare questo difficile calcolo consentendo un corretto dimensionamento delle strutture proprio tra gli anni quaranta e cinquanta, in un periodo in cui le sollecitazioni strutturali stavano incrementando notevolmente per effetto dell'incremento della velocità dei nuovi propulsori aeronautici.
Il metodo è stato proposto per la prima volta nel 1934 da Luigi Broglio nella sua tesi di laurea in ingegneria civile, e successivamente applicata sempre da lui stesso alle strutture aeronautiche.